# ساي يونغ
دنتون ترو «ساي» يونغ (Denton True "Cy" Young) (مواليد 29 من مارس 1867م – تُوُفيَّ 4 من نوفمبر 1955م) كان لاعب بيسبول أمريكيًا في دوري كرة البيسبول «القاعدة» الرئيس في مركز الرامي. وطوال مسيرته الرياضية في البيسبول التي استمرت 22 عامًا (1890م–1911م)، لَعِب كرامٍ للكرة لصالح خمسة فِرَق مختلفة. استطاع يونغ أن يحقق العديد من الأرقام القياسية في رمي الكرة، ما زال بعضها قائمًا حتى الآن. حقق يونغ 511 فوزًا، وهو الأعلى في تاريخ دوري كرة البيسبول الرئيسي وبذلك يتقدَّم بـ 94 مباراة على والتر جونسون (Walter Johnson) والذي يحتل المرتبة الثانية في القائمة. ورُشِّح يونغ لدخول متحف قاعة مشاهير البيسبول الوطنية (National Baseball Hall of Fame) في عام 1937م. وبعد مرور عام على وفاته، أُطلقت جائزة ساي يونغ (Cy Young Award) لتكريم أفضل الرامين في الموسم الماضي.
بالإضافة إلى المباريات التي فاز بها، لا يزال يونغ يحمل حتى الآن أغلب الأرقام القياسية في الدوري لأكثر الأشواط الاحترافية التي رمى فيها بـ (7355) شوطًا، وأكثر عدد للمباريات التي بدأها بـ (815) مباراة، وأكبر عدد من المباريات الكاملة بـ (749) مباراة. كما تقاعد يونغ بعد 316 خسارة، الأكثر في تاريخ دوري كرة البيسبول الرئيس. ولعب يونغ 76 مباراة بلا أهداف من الفريقين وتحتل تلك المباريات المركز الرابع. كما فاز أيضًا بـ 30 مباراة على الأقل في كل موسم خمس مرات، و10 مواسم أخرى فاز فيها بأكثر من 20 مباراة. وعلاوة على ذلك، قام يونغ برمي ثلاث رميات بدون إحراز نقاط، من بينها المباراة الكاملة الثالثة في تاريخ رياضة البيسبول، والأولى في «العصر الحديث» للبيسبول.[a] وفي عام 1999م، أي بعد 88 عامًا على آخر ظهور له في الدوري وبعد 44 عامًا على وفاته، صنَّف المُحرِّرون في مجلة الأخبار الرياضية (The Sporting News) يونغ في المرتبة 14 على قائمتهم «لأعظم 100 لاعب بيسبول». وفي نفس العام، اختاره مشجعو البيسبول ليدخل ضمن قائمة فريق أفضل لاعبي القرن في دوري كرة البيسبول الرئيس.
بدأ يونغ مسيرته المهنية في الرياضة عام 1980م عندما انضمَّ إلى فريق كليفلاند سبايدرز (Cleveland Spiders). وبعد 8 أعوام مع فريق كليفلاند سبايدرز، انتقل يونغ إلى فريق سانت لويس عام 1899م. وبعد بقائه هناك لمدة عامين، انتقل يونغ إلى الدوري الذي شُكِّل حديثًا الدوري الأمريكي، وانضمَّ إلى سلسلة منتخبات بوسطن. بعد ذلك، عاد يونغ إلى فريق كليفلاند في 1909م. وفي أعقاب ذلك قضى يونغ آخر شهرين في مهنته مع فريق بوسطن رستلرز. وبعد تقاعده، عاد يونغ إلى مزرعته في أوهايو، حيث عاش هناك حتى وفاته عام 1955م وهو يبلغ من العمر 88 عامًا.

## وصلات خارجية
- ساي يونغ على موقع دوري كرة القاعدة الرئيسي (الإنجليزية)
- ساي يونغ على موقعبيزبول رفرنس.كوم (الدوري الرئيسي) (الإنجليزية)
- ساي يونغ على موقعبيزبول رفرنس.كوم (الدوري الثانوي) (الإنجليزية)
- ساي يونغ على موقع إي إس بي إن.كوم (أم.أل.بي) (الإنجليزية)
- ساي يونغ على موقع مشجعي الرسوم البيانية (الإنجليزية)
- ساي يونغ على موقع قاعة مشاهير كرة القاعدة (الإنجليزية)

- BaseballEvolution.com Profile Page at Baseball Evolution

 Cy Young at Find a Grave